# اچ‌ام‌اس جومنا (۱۸۶۶)
اچ‌ام‌اس جومنا (۱۸۶۶) (به انگلیسی: HMS Jumna (1866)) یک کشتی بود که طول آن ۳۶۰ فوت (۱۰۹٫۷ متر) بود. این کشتی در سال ۱۸۶۶ ساخته شد.